# Christina Söderling-Brydolf
Elsa Christina Elvira Söderling-Brydolf, född den 10 december 1911 i Malmö, död den 20 oktober 1999 i Hedvig Eleonora församling i Stockholm, var en svensk författare. Hon skrev bland annat många flickböcker, men även reseskildringar. Hon tog studenten i Malmö och ville därefter läsa botanik vid Lunds universitet. Hennes farbror, domprosten Lorentz Söderling, lovade att bekosta hennes studier under förutsättning att hon läste juridik. Han bekostade hennes första studietermin, men inte mer. Efter den första halvan av juridikstudierna slutade hon att studera. År 1935 gifte hon sig med Owe Brydolf, och de fick tillsammans fem barn, bland dem Gunilla Brydolf. Märtha Brydolf var hennes svärmor. Söderling-Brydolf är gravsatt i minneslunden på Galärvarvskyrkogården i Stockholm.

## Författarskap
Delar av Söderling-Brydolfs författarskap med titlarna Ska vi slå vad?, Hoppsan, förlåt!, Det var katten, Charlotte!, På vift och Rena skandalen, Firran beskrivs som en del av den "lättsamt självironiska typen". Denna litteratur syftar till att vara lättsam underhållning och är uppbyggd på ett läsarnära sätt med en jag-berättare. Det är en självironisk berättare som ofta hamnar i "löjliga situationer och förvecklingar". Söderling-Brydolf skriver med en mer rak ton jämfört med Lisa Eurén-Berner.
Söderling-Brydolfs författarskap av dessa lättsamt självironiska böcker är i sällskap med Ester Ringnér-Lundgrens författarskap en vidareutveckling av en äldre berättartradition. Denna berättartradition har rötter i norsk tradition med böcker som översatts till svenska under hela 1900-talet. Ett första exempel är Dikken Zwilgmeyers böcker om Inger Johanne som översattes från 1900 med titlarna Inger Johannes barndom, En yrhätta och Vi tre till fjälls.
Söderling-Brydolf tar även upp svåra frågor såsom självmord och barnets upplevelse av att få veta att det är adopterat. I boken Skumma planer, Pia är det en förälder som begått självmord och detta återberättas genom minnesbilder. I Sirpa är adoption temat och Sirpas förtroendekris när hon får veta att hon är adopterad.

### Flickböcker
- Monica i farten: roman för unga flickor, 1938
- I klistret: berättelse för flickor, 1939
- Ska vi slå vad?: berättelse för flickor, 1945
- Vippen på luffen: berättelse för flickor, 1946
- Prillan har otur: berättelse för flickor, 1947
- Nästan trillingar: berättelse för flickor, 1948
- Magisterns dotter: berättelse för flickor, 1949
- Kerstin väljer mamma: berättelse för flickor, 1950
- Syrrans dagbok: berättelse för flickor, 1951
- Kicki och Napoleon: berättelse för flickor, 1952
- Snurren direkt: berättelse för flickor, 1953
- Sirpa: berättelse för flickor, 1954
- Hoppsan, förlåt!, 1955
- Bröder är värst, 1956
- Det var katten, Charlotte!, 1957
- På vift, 1958
- Rena skandalen, Firran, 1959
- Mai simmarflickan (omsl o teckningar av Thord Sundquist, 1961)
- Inga hinder, Pia, 1962
  - Tysk översättning: Geliebte Pia Mia (1968)
- Över alla hinder, Pia!, 1963
  - Tysk översättning: Über alle Hindernisse, Pia! (1969)
- Skumma planer, Pia!, 1964
- Förbjudna vägar, Pia, 1965
- Släpp inte taget, Pia!, 1966
- Å Farao, sa Fjompan, 1967
- Farligt värre, Fjompan, 1968

### Reseskildringar
- Blommorna vid Blå Nilen (teckningar av Gerd Rissler, 1965)
- Bland liljor och lejon: blomstersafari i Uganda (teckningar av Gerd Rissler, 1966)
- Madame på Madagaskar (illustrerad av Gerd Rissler, 1967)
- Blomman i Cyrene, 1970
  - Rysk översättning: Цветок из Кирены (Cvetok iz Kireny) (1973)
- Till Himalayas ängar (teckningar av Gerd Rissler, 1981)
- Täckholm, Vivi/Egypten (Ny utg. omarb.: Christina Söderling-Brydolf; foto: Kay Honkanen, 1980)

### Övrigt
- En strimma sol, 1933
- Solregn: dikter, 1935
- Alla tiders hundhistorier (valda och med förord av Christina Söderling-Brydolf, 1961)

## Kollegor i den humoristiska berättartraditionen
Norska författarkollegor: Dikken Zwilgmeyer, Barbara Ring med böckerna Babbens dagbok (1919) och Tertit (1920), Mon Vinge (Gjørol Munthe-Kaas) med boken Kära Lisbeth (1933) och Ingrid Kielland med Petra gör lycka (1936). I Sverige fanns kollegorna Agnes von Krusenstjerna med boken Ninas dagbok(1917), Vivi Laurent med boken En skolflicka berättar (1927) och Mollie Faustman med Renées dagbok (1937) med flickböcker i denna stil”. Bland de samtida kollegorna fanns Astrid Lindgren, Elsa Nyblom, Claque och Ester Ringnér-Lundgren.